# グスタフ3世飛行場

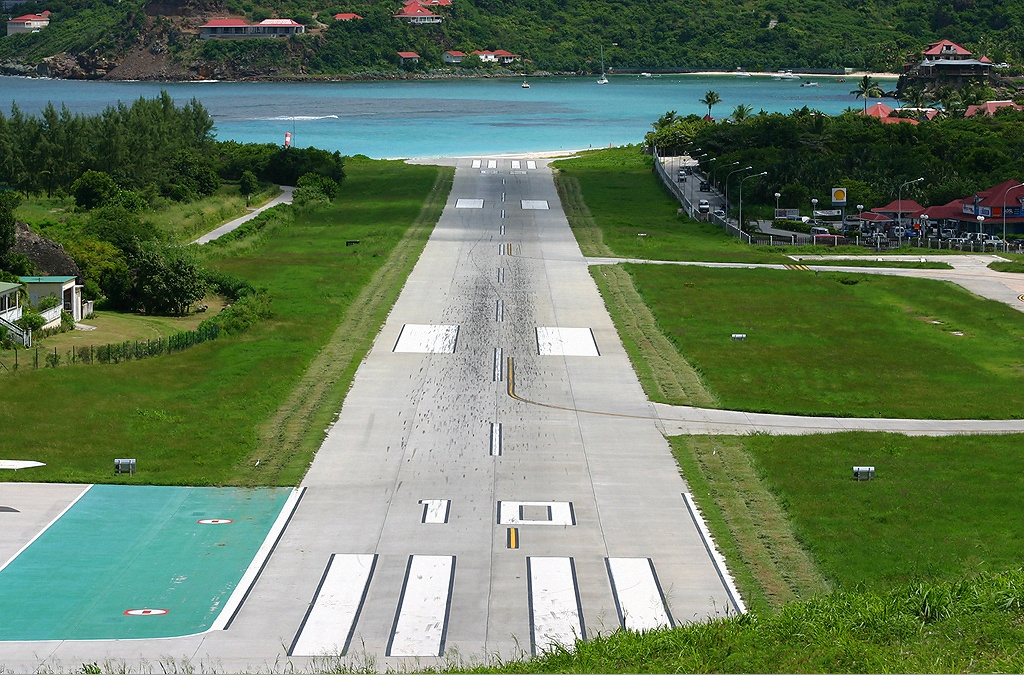
滑走路

グスタフ3世飛行場（英: Gustaf III Airport）は、カリブ海のフランス領サン・バルテルミー島にある飛行場。
短い滑走路であるだけでなく、滑走路の手前にあるビーチや道路に接触しそうな高度で海風を受けながら通過する進入路が特徴的であり、ヒストリーチャンネルにおいて「世界で最も危険な空港」第3位に選ばれている。

## 名称
サン・バルテルミー飛行場（Saint Barthélemy Airport）やセント・バーツ空港（St. Barts Airport）、サン・ジャン飛行場（Aérodrome de St Jean）とも呼ばれる。

## 概要
主都のグスタビアと同様、島をかつて領有したスウェーデン（1784年から1877年まで）のグスタフ3世に因んで名付けられた。
約20人乗りの小型機で、ほかのカリブの島々との間に民間航空機や空港のチャーター機が発着する。小高い丘が多い小さな島の中でようやく滑走路を設定することのできる狭い平地に立地するため、滑走路が650mしかない。道路の真上を横切り、カリブ海のビーチを通って飛行機が着陸する状況は、規模こそ異なるがシント・マールテン島（オランダ領）のプリンセス・ジュリアナ国際空港と似ている。
エアー・カリビアンのグアドループ及びサン・マルタン線、セント・バーツ・コミューター及びウィンドワード・アイランズ航空のシント・マールテン線、トレードウィンズ航空のサンフアン線などがある。